# Canik
Canik este un municipiu și district din provincia Samsun, Republica Turcia.

## Istorie
Canik a fost fondat cândva la sfârșitul Evului Mediu, probabil de către nomazi uzi. În 1402, zona încă era populată de uzi turcici, aceasta păstrându-și caracterul nomadic, spre deosebire de teritoriile populate de turci selgiucizi sau otomani, care adoptaseră un stil de viață sedentar.